# Orazio Alfani
Orazio Alfani (ur. 1510, zm. 1583) – włoski malarz epoki renesansu, aktywny w Palermo i Perugii.

## Życiorys
Urodził się niedaleko Perugii. Uczył się malarstwa od swego ojca, malarza Domenica Alfani. Jego prace były inspirowane manierystycznymi artystami takimi jak Rosso Fiorentino oraz Raffaellino del Cole. W 1539 rozpoczął pracę w katedrze w Palermo na Sycylii, jednak wrócił do Perugii w 1544. W 1573 ufundował Accademia del Disegno (Akademię Rysunku) w Perugii. Uczelnia istnieje do dziś jako Accademia di Belle Arti Pietro Vannucci (Akademia Sztuk Pięknych "Pietro Vannucci").
Większość z jego malowideł i fresków znajduje się w muzeach i kościołach w Palermo i w Perugii.
Orazio Alfani zmarł w 1583 w Rzymie. Jego syn, noszący to samo imię, był również malarzem.